# Деєнь
Деєнь, Деєні (рум. Dăeni) — комуна у повіті Тулча в Румунії. До складу комуни входить єдине село Деєнь.
Комуна розташована на відстані 166 км на схід від Бухареста, 65 км на південний захід від Тулчі, 84 км на північний захід від Констанци, 65 км на південь від Галаца.

## Населення
За даними перепису населення 2002 року у комуні проживали 2537 осіб, усі — румуни. Усі жителі комуни рідною мовою назвали румунську.
Склад населення комуни за віросповіданням:
| Релігія     | Кількість осіб | Відсоток |
| ----------- | -------------- | -------- |
| православні | 2536           | > 99,9%  |
| мусульмани  | 1              | < 0,1%   |

## Зовнішні посилання
- Дані про комуну Деєнь на сайті Ghidul Primăriilor [Архівовано 27 квітня 2009 у Wayback Machine.]